# 宮崎站
宮崎車站（日语：〔〕／ Miyazaki eki */?）是位于宮崎縣宮崎市錦町，屬於九州旅客鐵道（JR九州）日豐本線的車站。本站是宮崎縣縣廳宮崎市的代表站，所有等級的列車均在此停靠。特急列車設有行走日豐本線的「日輪」、「日向」以及「霧島」，亦有日南線的特急觀光列車行駛「海幸山幸號」。據統計，2023年度宮崎車站的每日乘客量為5,438人，在日豐本線上位居第五位。
本站在名義屬於日豐本線的車站，但因以南宮崎站為正式起點的日南線及宮崎機場線皆有過半數的列車會直通至本站，所以廣義上亦會把本站歸於此兩路線之內，亦成為了日豐本線和兩線之間的連接。

## 車站構造

### 站房
現時使用中為第三代站房，於1993年完工，以鋼架及水泥建成。月台部份設於2樓，地下外牆大部份皆為玻璃幕牆，以增加採光度。除了車站的中央部份用作售票大堂、自由連絡通道、儲物櫃空間及休憩區域外，其餘部份皆劃作發售土產商店及飲食店舖的複合商業設施「日向閃耀市場」（ひむか きらめき市場）。至於位於西口外的用地，2020年建成了複合商業設施「Amu Plaza 宮崎」，包括近站房、10層高的商業大樓「海館」、以及被「老松通」分隔、樓高6層的「山館」。而位於海館的頂樓，設置了空中花園「Amu 空」及一座與交通神社，神社內所供奉的主要神明，與宮崎神宮內的所供奉的相同。
車站大廳位於站房中央，只設有一個閘口。右側設有自動售票機、設綠窗口的票務中心、以及觀光諮詢處；左側為驗票窗口及人手驗票通道。進站後，可以沿樓梯或升降機前往2樓月台層。

### 月台配置
設2個島式月台、共2面4線的高架車站，基本的上行與下行各使用島式月台1面。上行大多數採用1、2號月台；下行則多為3、4號月台。少部份班次或到着月台或有所不同。
月台長度為160米，而1號月台更向宮崎神宮站方向延伸多20米，以方便特急列車增結時仍有足夠位置容納。
| 月台 | 路線        | 上下行 | 方向                                               | 備註                                                                   |
| ---- | ----------- | ------ | -------------------------------------------------- | ---------------------------------------------------------------------- |
| 1    | ■日豐本線   | 上行   | 佐土原、日向新富、高鍋、延岡、大分、博多、小倉方向 | 上行特急列車及大部份普通列車主發月台、早上到站的「日向」3、5號停靠月台 |
| 1    | ■日豐本線   | 下行   | 南宮崎、田野、都城、西都城方向                     | 普通列車3本                                                            |
| 1    | ■日南線     | 下行   | 南鄉方向                                           | 只限10:29往南鄉的列車                                                  |
| 2    | ■日豐本線   | 上行   | 佐土原、日向新富、高鍋、延岡方向                   | 一部份列車                                                             |
| 2    | ■日豐本線   | 下行   | 南宮崎、田野、都城、西都城方向                     |                                                                        |
| 2    | ■宮崎空港線 | 下行   | 宮崎空港方向                                       | 只限15:03發車班次                                                      |
| 2    | ■日南線     | 下行   | 青島、油津、南鄉、志布志方向                       | 「海幸山幸」1號使用月台                                                |
| 3    | ■日豐本線   | 上行   | 宮崎神宮方向                                       | 只限08:13開往宮崎神宮的普通列車                                        |
| 3    | ■日豐本線   | 下行   | 南宮崎、田野、都城、西都城、鹿兒島中央方面         | 大部份「霧島」使用                                                     |
| 3    | ■宮崎空港線 | 下行   | 宮崎空港方向                                       | 5班普通列車                                                            |
| 3    | ■日南線     | 下行   | 青島、油津、南鄉、志布志方向                       | 3班普通列車                                                            |
| 4    | ■日豐本線   | 下行   | 南宮崎、田野、都城、西都城、鹿兒島中央方面         | 2班「霧島」使用                                                        |
| 4    | ■宮崎空港線 | 下行   | 宮崎空港方向                                       | 「日輪」15、17號使用，宮崎空港線主發月台                               |
| 4    | ■日南線     | 下行   | 青島、油津、南鄉、志布志方向                       |                                                                        |

## 相鄰車站
九州旅客鐵道
■日豐本線
■特急「日輪」（除4、11號外）、「日輪喜凱亞」、「日向」（除13號外）
佐土原 - 宮崎 - 南宮崎
■特急「日輪」4、11號、「日向」13號
宮崎神宮 - 宮崎 - 南宮崎
■特急「霧島」始訖站
宮崎－南宮崎
■普通
宮崎神宮－宮崎－南宮崎
■日南線、■宮崎空港線（經日豐本線路段）
- ■觀光特急「海幸山幸」、■快速「日南Mariner號」、■普通

宮崎－南宮崎

## 外部連結
JR九州宮崎站（页面存档备份，存于）（日語）